# 希尔市镇
希尔市镇（瑞典語：Kils kommun）是瑞典中西部韦姆兰省的一个市镇。其治所位于希尔。